# Гошко Микола Васильович
Микола Васильович Гошко (нар. 2 листопада 1941, с. Зібранівка, Снятинський район, Івано-Франківська область — 25 березня 2003, м. Чернівці) — український прозаїк, журналіст, краєзнавець.

## Життєпис
У 1965 р. закінчив філологічний факультет Чернівецького держуніверситету (нині Чернівецький національний університет імені Юрія Федьковича). Працював у райгазетах Буковини, кореспондентом Чернівецької обласної газети «Молодий буковинець», кореспондентом і редактором Чернівецького обласного радіо. Багато років завідував редакційно-видавничим відділом Чернівецького обласного центру народної творчості.

## Творчість
Його новели друкувалися в збірниках «Калинові корали», «Від Дністра до Черемошу», в обласній та республіканській періодиці. У 1972 р. в ужгородському видавництві «Карпати» вийшла перша книга новел Миколи Гошка «Зозулі накували», відтак побачили світ збірки новел «А обруч котиться» (Чернівці, Облполіграфвидав, 1991), «Впав хлопець молодий» (Зелена Буковина, 1995), «Журавка» (Зелена Буковина, 1997). Видав збірку буклетів «Співці оновленого краю» (1990), куди увійшли розповіді з портретами 17 буковинських композиторів, диригентів і музикантів, серед яких статті про Василя Михайлюка, Миколи Новицького, Павла Дворського, Михайла Мафтуляка.
Фахівці високо оцінили новелістику зібранівчанина, підкреслюючи плідне продовження ним новелістичних здобутків Василя Стефаника.